# عبد الرحمن بن المبارك
عبد الرحمن بن المبارك بن علي بن إبراهيم أبو محمد، الفقيه المحدث ويعرف بإبن نُعيجة.
سمع الحديث النبوي من القاضي أبا بكر محمد بن عبد الباقي الأنصاري.
روى عنهُ الحديث محمد بن عبد الواحد بن أحمد ضياء الدين أبو عبد الله السعدي.

## وفاته
توفى في رجب سنة 604 هـ/1208م، وقد تجاوز الثمانين من العمر، ودفن في المقبرة الوردية ببغداد.